# Desmiphoropsis variegata
Desmiphoropsis variegata là một loài bọ cánh cứng trong họ Cerambycidae.